# Kościół św. Mikołaja Biskupa w Skrzydlnej (nowy)
Kościół św. Mikołaja Biskupa w Skrzydlnej – murowana świątynia rzymskokatolicka, należąca do parafii Mikołaja Biskupa w Skrzydlnej.

## Historia
Kamień węgielny pod nowy kościół w Skrzydlnej został poświęcony przez papieża Pawła VI 13 lipca 1975 i wmurowany w mury przez biskupa Jerzego Ablewicza 3 września 1988.
Kościół powstawał w latach 80. i 90. XX wieku. Konsekrowany został w 1993. Ołtarz główny poświęcił 13 września 2000 biskup Wiktor Skworc.

## Wnętrze kościoła
Wnętrze świątyni jest przestronne i jasne. Proste białe ściany zdobią jedynie nieliczne obrazy i płaskorzeźby przedstawiające stacje Drogi Krzyżowej.

### Ołtarze
Ołtarz głównyto prosty krzyż na ścianie, na którym wisi obraz Matka Boża z Dzieciątkiem. Nad obrazem widnieje korona, trzymana przez anioły. Po bokach umieszczono wizerunki św. Mikołaja, św. Stanisława i innych świętych, natomiast poniżej – Apostołów. Pod obrazem znajduje się pozłacane tabernakulum.
Ołtarz bocznypoświęcony jest Matce Boskiej Fatimskiej. Wisi nad nim kopia obrazu Jezu, ufam Tobie. Odnowiony w latach 90: Z funduszy przekazanych przez Marię (siostrę ks. Świerczka) i Edwarda Puchalskich

### Wyposażenie
Przy wejściu znajduje się tablica pamiątkowa, poświęcona ks. Stanisławowi Świerczkowi – proboszczowi parafii w okresie budowy kościoła.
Przy ołtarzu głównym umieszczono kamienną chrzcielnicę z kopułą, na której spoczywa gołąb, symbolizujący Ducha Świętego.